# Pontevedra (Cápiz)
Pontevedra es un municipio filipino perteneciente a la provincia de Cápiz, en las Bisayas Occidentales.

## Geografía
Está situado en la zona oriental de la provincia.

## Historia
Hacia comienzos del siglo XX, el lugar, ya por entonces perteneciente a la provincia de Cápiz, tenía contabilizada una población de 9512 habitantes. En 2020, el municipio de Pontevedra tenía censados 49 725 habitantes.